# Simetrija
Simetrija (iz starogrčkog symmetria skladnost, ispravan odnos) je kada predmet u postupku transformacije koordinata ostaje ne promijenjen.
Transformacije ove vrste nazivaju se operacija simetrije. 
Simetrija uglavnom prenosi dva primarna značenja: prvi je neprecizan osjećaj sklada ili estetske ugodnosti, proporcionalnosti i ravnoteže; kao takav da ona odražava ljepotu i savršenstvo. Drugo značenje je precizno i dobro definiran koncept ravnoteže na područjima geometrije, fizike, biologije, glazbe, informatike i dr.

## Vanjske poveznice
- Chapman: Aesthetics of Symmetry  Arhivirana inačica izvorne stranice od 25. rujna 2017. (Wayback Machine)